# Famille Batthyány
La famille Batthyány [ˈbɒcːaːɲi] est l'une des plus anciennes, des plus puissantes et des plus célèbres familles de magnats hongrois, qui a fourni à la Hongrie un grand nombre de militaires et d'hommes d'État. Elle fait remonter sa généalogie à Coers, compagnon d'Árpád lors de l'invasion de la Pannonie par les Magyars en 884. Elle est élevée à la dignité de baron de l'Empire en 1585, à celle de comte en 1630 et de prince (branche aînée) en 1764.
En 1389, Georges d'Örs (en hongrois : Örsi György), castellan (gouverneur) d'Esztergom, reçoit du roi Sigismond, en récompense de ses services éclatants, la terre de Batthyán dont toute la famille prit le nom.[réf. nécessaire]

## Personnalités
- Boldizsár Batthyány (†1520). Il reçoit en 1481 les armoiries de la famille et des domaines pour ses faits d'armes contre les Turcs de la part de Jean Hunyadi. Il est un courtisan, un militaire et un ambassadeur du roi Matthias. Il est gouverneur (várnagy) de la  forteresse de Kőszeg (hu), főispán de Vas et ban de Croatie et de Bosnie[2].
- Bolitzar II Batthyány (1493–1542), fils du précédent, premier chambellan de Louis Ier Jagellon, vice-ban de Croatie et de Slavonie en 1518, frère de :
- François Ier Batthyány (1497–1566), trésorie, chambellan et grand échanson du roi, grand bailli du comitat d'Einsenburg, ban de Slavonie et de Croatie, général en chef à la bataille de Mohács en 1526.
- Benedek I Batthyány, comte-suprême de la « Chambre de la gabelle » (taxe sur le sel) en Maramures, Trésorier de Louis II jusqu’en 1511, commandant de Buda jusqu’en 1520.
- Orbàn Batthyány, fils du précédent, évêque en Transylvanie.
- Batlthazar III Batthyány (1538–1590), général célèbre.
- Charles, prince Batthyány (1697–1772), conseiller intime du prince Eugène, bat les Français et les Bavarois à Pfaffenhoffen, 1745
- Adam-Wenceslas Batthyány (de), prince de Batthyány (1722–1787), fils du palatin de Hongrie Louis Batthyány, ban de Croatie, général d'artillerie en puis conseiller intime de l'empereur.
- Louis Batthyány, comte Batthyány, palatin de Hongrie (1751–1765).
- József Batthyány (1727–1799), fils du précédent. Il est chanoine d'Esztergom (1752), évêque de Transylvanie (1759), archevêque de Kalocsa (1760), prince-primat de Hongrie et archevêque d'Esztergom (1776), cardinal (1778).
- Ignác Batthyány (1741–1798), érudit, scientifique, évêque de Transylvanie (Gyulafehérvàr) (1780-1798).
- Lajos Batthyány (1807–1849) qui figura en 1848 dans l'insurrection hongroise contre l'Autriche, et qui, malgré ses efforts pour rapprocher les 2 partis, fut condamné à mort et fusillé en 1849 par le général autrichien Windischgraetz. Il fut le premier chef du gouvernement hongrois.
- László Batthyány-Strattmann (1870–1931), médecin, prince de l'Empire Austro-Hongrois, bienheureux béatifié par l'Eglise catholique[3] ;
- Margit von Batthyány (de) (1911–1989), fille de Heinrich Thyssen, personnalité de l’industrie lourde allemande et un des financiers du Troisième Reich, épouse du comte Ivan de Batthyány. En mars 1945, dans l'une des fêtes qu'elle organise au château de Rechnitz, 200 juifs sont massacrés (de). Elle organise la fuite du responsable local de la Gestapo puis se réfugie en Suisse, où elle meurt bien des années plus tard[4],[5].

Au XVIIIe siècle, le comte Charles Batthyány, amené en Belgique par les péripéties des guerres, s'y maria et administra le château de Farciennes, dans les environs de Charleroi, comme tuteur des biens de son fils, un garçon mineur d'âge qui tenait le château de sa mère qui appartenait à la noblesse locale. Des tombes ont été retrouvées dans le caveau du château qui témoignaient de ce séjour par la présence, dans les cercueils, de grands clous plantés à la hauteur de la poitrine, vieille coutume de la région d'origine de la famille Batthyani, les Carpathes, en Europe centrale.[réf. nécessaire]